# Bulbophyllum skeatianum
Bulbophyllum skeatianum là một loài phong lan thuộc chi Bulbophyllum.